# Anton Avdeev
Anton Alekseevici Aveev (în rusă Антон Алексеевич Авдеев, n. 8 septembrie 1986, Voskresensk, RSFS Rusă, URSS) este un scrimer rus specializat pe spadă, campion mondial în 2009.
S-a apucat de scrimă la vârsta de zece ani, aproape din întâmplare. La scoală sportivă (SDIuȘOR) s-a antrenat cu viitorii campioni, printre altele Aleksei Selin. S-a alăturat echipei naționale de cadeți la Campionatul Mondial din 2003 de la Trapani, unde a cucerit o medalie de bronz. Cu echipa a fost campion mondial de juniori în 2004 și în 2005.
În anul 2007 a câștigat o medalie de bronz la Campionatul European de la Gent, prima sa medalie la o competiție majoră. S-a calificat la proba individuală la Jocurile Olimpice din 2008 de la Beijing, dar a fost învins în turul întâi de francezul Ulrich Robeiri. În sezonul următor, a creat surpriză cucerind medalia de aur la Campionatul Mondial de la Antalya, după ce a trecut în finală de italianul Matteo Tagliariol. A fost remarcat pentru „atacurile sale în fleșă, tenacitatea sa și seriosul său”.

## Legături externe
- Materiale media legate de Anton Avdeev la Wikimedia Commons
- ru  Prezentare la Federația Rusă de Scrimă
- en  Prezentare Arhivat în 24 august 2012, la Wayback Machine. la Confederația Europeană de Scrimă
- en Anton Avdeev la Olympedia.org